# Arichel Hernández
Aricheell Hernández Mora (Zulueta, Cuba, 20 de septiembre de 1993) es un futbolista profesional cubano que juega como mediocampista ofensivo en el club Luis Angel Firpo de la Primera División de El Salvador. Es internacional con la selección de fútbol de Cuba.

## Clubes
Hernández jugó para su equipo provincial Villa Clara y la Federación Cubana de Fútbol le permitió mudarse al extranjero para unirse al equipo panameño Independiente de la Chorrera en septiembre de 2017.
En 2019 firmó con el Universidad O&M de la Liga Dominicana de Fútbol, equipo con el que se coronó campeón en 2020. En 2022 marcó 9 goles siendo el tercer goleador del torneo. Esto le valió para estar incluido en el once ideal del mismo.
El 23 de noviembre de 2022 fue anunciado como nuevo jugador del Deportivo Mixco en la Liga Mayor de Guatemala.
El 26 de junio de 2025 fue anunciado como nuevo refuerzo de Luis Angel Firpo para disputar el Apertura 2025 de la Primera División de El Salvador con el conjunto pampero.

## Selección nacional
Hernández participó en los Juegos Centroamericanos y del Caribe de 2014 y en el Torneo de Clasificación Olímpica Masculina de CONCACAF de 2012 .
Hizo su debut absoluto el 22 de febrero de 2012 contra Jamaica en un amistoso internacional y, desde enero de 2018, jugó un total de 11 partidos internacionales sin marcar goles. Representó a su país en 2 partidos de clasificación para la Copa Mundial de la FIFA y jugó en la Copa Mundial Sub-20 de la FIFA del 2013.
Fue convocado a la Copa Oro CONCACAF 2015 por Cuba, pero no pudo participar en la competencia debido a que no pudo adquirir una visa estadounidense. Él y varios otros de la selección cubana de fútbol sub-23 habían estado en Antigua jugando en la eliminatoria caribeña del torneo de clasificación para el Campeonato de Clasificación Olímpica Masculina de CONCACAF 2015 y hubo complicaciones administrativas.

### Goles internacionales
Las puntuaciones y los resultados enumeran el recuento de goles de Cuba en primer lugar. 
| N.º | Fecha                    | Sede                                          | Adversario        | Gol  | Resultado | Competencia                         |
| --- | ------------------------ | --------------------------------------------- | ----------------- | ---- | --------- | ----------------------------------- |
| 1.  | 29 de septiembre de 2018 | Estadio Pedro Marrero, La Habana, Cuba        | Islas Caimán      | 2 –0 | 5–0       | Amistoso                            |
| 2.  | 27 de febrero de 2019    | Estadio Pedro Marrero, La Habana, Cuba        | Bermudas          | 2 –0 | 5-0       | Amistoso                            |
| 3.  | 27 de febrero de 2019    | Estadio Pedro Marrero, La Habana, Cuba        | Bermudas          | 3 –0 | 5-0       | Amistoso                            |
| 4.  | 5 de junio de 2022       | Estadio Antonio Maceo, Santiago de Cuba, Cuba | Barbados          | 2 –0 | 3-0       | 2022-23 CONCACAF Liga de Naciones B |
| 5.  | 12 de junio de 2022      | Estadio Antonio Maceo, Santiago de Cuba, Cuba | Antigua y Barbuda | 1 –0 | 3-1       | 2022-23 CONCACAF Liga de Naciones B |
| 6.  | 12 de junio de 2022      | Estadio Antonio Maceo, Santiago de Cuba, Cuba | Antigua y Barbuda | 2 –0 | 3-1       | 2022-23 CONCACAF Liga de Naciones B |
| 7.  | 12 de junio de 2022      | Estadio Antonio Maceo, Santiago de Cuba, Cuba | Antigua y Barbuda | 3 –1 | 3-1       | 2022-23 CONCACAF Liga de Naciones B |